# حبیب دلاجی
حبیب دلاجی (انگلیسی: Habib Dallagi؛ زادهٔ ۱۵ ژانویهٔ ۱۹۴۱) تیرانداز اهل تونس بود. وی در بازی‌های المپیک تابستانی ۱۹۶۰ شرکت کرده‌است.